# Nuraghi monotorre della provincia di Sassari
I nuraghi monotorre della provincia di Sassari:

## Nuraghi
| Nome                              | Comune                  | Coordinate           | Mappa | Tipo              |
| --------------------------------- | ----------------------- | -------------------- | ----- | ----------------- |
| nuraghe Finuciaglia               | Aglientu                | 41.11139°N 9.04069°E | Mappa | nuraghe monotorre |
| nuraghe Tuttusoni                 | Aglientu                | 41.11954°N 9.02931°E | Mappa | nuraghe monotorre |
| nuraghe Alteri                    | Alà dei Sardi           | 40.66379°N 9.32082°E | Mappa | nuraghe monotorre |
| nuraghe Antoniarru                | Alà dei Sardi           | 40.65134°N 9.3636°E  | Mappa | nuraghe monotorre |
| nuraghe Boddo                     | Alà dei Sardi           | 40.63919°N 9.34756°E | Mappa | nuraghe monotorre |
| nuraghe Bostianu Beccu            | Alà dei Sardi           | 40.61941°N 9.35952°E | Mappa | nuraghe monotorre |
| nuraghe Bucca 'e Mandra           | Alà dei Sardi           | 40.64557°N 9.3522°E  | Mappa | nuraghe monotorre |
| nuraghe Lattari                   | Alà dei Sardi           | 40.6289°N 9.33367°E  | Mappa | nuraghe monotorre |
| nuraghe Malcheddine               | Alà dei Sardi           | 40.62934°N 9.32445°E | Mappa | nuraghe monotorre |
| nuraghe Acqua Chiara              | Alghero                 | 40.6526°N 8.19343°E  | Mappa | nuraghe monotorre |
| nuraghe Barate                    | Alghero                 | 40.52979°N 8.34669°E | Mappa | nuraghe monotorre |
| nuraghe Barualdu                  | Alghero                 | 40.62469°N 8.16893°E | Mappa | nuraghe monotorre |
| nuraghe Biancu                    | Alghero                 | 40.64324°N 8.29438°E | Mappa | nuraghe monotorre |
| nuraghe Bullittas                 | Alghero                 | 40.58231°N 8.35814°E | Mappa | nuraghe monotorre |
| nuraghe Calvia                    | Alghero                 | 40.58145°N 8.36255°E | Mappa | nuraghe monotorre |
| nuraghe Carraxiu                  | Alghero                 | 40.63377°N 8.26734°E | Mappa | nuraghe monotorre |
| nuraghe Casa Sea                  | Alghero                 | 40.62091°N 8.28068°E | Mappa | nuraghe monotorre |
| nuraghe Casa Sea II               | Alghero                 | 40.62217°N 8.27945°E | Mappa | nuraghe monotorre |
| nuraghe Cinciriadu                | Alghero                 | 40.66332°N 8.20436°E | Mappa | nuraghe monotorre |
| nuraghe Coros                     | Alghero                 | 40.60244°N 8.36714°E | Mappa | nuraghe monotorre |
| nuraghe Corradore                 | Alghero                 | 40.61887°N 8.18127°E | Mappa | nuraghe monotorre |
| nuraghe de Mesu                   | Alghero                 | 40.62028°N 8.35753°E | Mappa | nuraghe monotorre |
| nuraghe della Giorba              | Alghero                 | 40.61352°N 8.2622°E  | Mappa | nuraghe monotorre |
| nuraghe Don Garau                 | Alghero                 | 40.64106°N 8.31305°E | Mappa | nuraghe monotorre |
| nuraghe Guardiola                 | Alghero                 | 40.64458°N 8.22733°E | Mappa | nuraghe monotorre |
| nuraghe La Speranza               | Alghero                 | 40.50511°N 8.35921°E | Mappa | nuraghe monotorre |
| nuraghe Las Liegnas               | Alghero                 | 40.62914°N 8.18857°E | Mappa | nuraghe monotorre |
| nuraghe Las Piccas                | Alghero                 | 40.64147°N 8.26193°E | Mappa | nuraghe monotorre |
| nuraghe Lu Carru di lu Vin        | Alghero                 | 40.65087°N 8.19595°E | Mappa | nuraghe monotorre |
| nuraghe Mariolu                   | Alghero                 | 40.64053°N 8.1928°E  | Mappa | nuraghe monotorre |
| nuraghe Martincando               | Alghero                 | 40.6177°N 8.2838°E   | Mappa | nuraghe monotorre |
| nuraghe Minnina Grande            | Alghero                 | 40.64217°N 8.31885°E | Mappa | nuraghe monotorre |
| nuraghe Minnina Piccolo           | Alghero                 | 40.64025°N 8.31852°E | Mappa | nuraghe monotorre |
| nuraghe Monte Matteatu            | Alghero                 | 40.58466°N 8.37774°E | Mappa | nuraghe monotorre |
| nuraghe Monte Nae                 | Alghero                 | 40.62384°N 8.39653°E | Mappa | nuraghe monotorre |
| nuraghe Monte Ortulu              | Alghero                 | 40.62285°N 8.38944°E | Mappa | nuraghe monotorre |
| nuraghe Monte Pedrosu             | Alghero                 | 40.59093°N 8.37115°E | Mappa | nuraghe monotorre |
| nuraghe Nurattolu                 | Alghero                 | 40.61383°N 8.18903°E | Mappa | nuraghe monotorre |
| nuraghe Paru                      | Alghero                 | 40.66079°N 8.20934°E | Mappa | nuraghe monotorre |
| nuraghe Paula Tolta               | Alghero                 | 40.62931°N 8.28592°E | Mappa | nuraghe monotorre |
| nuraghe Peretti                   | Alghero                 | 40.63417°N 8.32401°E | Mappa | nuraghe monotorre |
| nuraghe Piras                     | Alghero                 | 40.61648°N 8.38073°E | Mappa | nuraghe monotorre |
| nuraghe Rudas                     | Alghero                 | 40.6129°N 8.3844°E   | Mappa | nuraghe monotorre |
| nuraghe sa Domu                   | Alghero                 | 40.6122°N 8.22425°E  | Mappa | nuraghe monotorre |
| nuraghe sa Lattara                | Alghero                 | 40.61939°N 8.32807°E | Mappa | nuraghe monotorre |
| nuraghe sa Mandra de sa Giua      | Alghero                 | 40.62015°N 8.32617°E | Mappa | nuraghe monotorre |
| nuraghe sa Mandra de sa Lua       | Alghero                 | 40.59949°N 8.35703°E | Mappa | nuraghe monotorre |
| nuraghe Sant'Agostino             | Alghero                 | 40.58462°N 8.34433°E | Mappa | nuraghe monotorre |
| nuraghe Sant'Elmo                 | Alghero                 | 40.58161°N 8.36786°E | Mappa | nuraghe monotorre |
| nuraghe Santu Marcu               | Alghero                 | 40.6526°N 8.31085°E  | Mappa | nuraghe monotorre |
| nuraghe Santu Pedru               | Alghero                 | 40.62441°N 8.40328°E | Mappa | nuraghe monotorre |
| nuraghe Scovas                    | Alghero                 | 40.50597°N 8.36504°E | Mappa | nuraghe monotorre |
| nuraghe Serra Ona                 | Alghero                 | 40.65455°N 8.20868°E | Mappa | nuraghe monotorre |
| nuraghe Solaris                   | Alghero                 | 40.57272°N 8.35454°E | Mappa | nuraghe monotorre |
| nuraghe sos Franziscos            | Alghero                 | 40.63849°N 8.31935°E | Mappa | nuraghe monotorre |
| nuraghe Surigheddu                | Alghero                 | 40.59469°N 8.37577°E | Mappa | nuraghe monotorre |
| nuraghe Taulera                   | Alghero                 | 40.58035°N 8.32486°E | Mappa | nuraghe monotorre |
| nuraghe Zoncheddu                 | Alghero                 | 40.6651°N 8.26245°E  | Mappa | nuraghe monotorre |
| nuraghe Cambadu                   | Anela                   | 40.48566°N 8.98801°E | Mappa | nuraghe monotorre |
| nuraghe Figu Niedda               | Anela                   | 40.4885°N 8.96968°E  | Mappa | nuraghe monotorre |
| nuraghe Fraschiosu                | Anela                   | 40.47573°N 8.97896°E | Mappa | nuraghe monotorre |
| nuraghe Orchinele II              | Anela                   | 40.49254°N 8.99958°E | Mappa | nuraghe monotorre |
| nuraghe Pranu Urchi               | Anela                   | 40.47204°N 9.00407°E | Mappa | nuraghe monotorre |
| nuraghe sa Mela                   | Anela                   | 40.46586°N 8.99753°E | Mappa | nuraghe monotorre |
| nuraghe sa Pruna                  | Anela                   | 40.47697°N 8.99927°E | Mappa | nuraghe monotorre |
| nuraghe Torra                     | Anela                   | 40.42698°N 9.06398°E | Mappa | nuraghe monotorre |
| nuraghe Demuro                    | Arzachena               | 41.04972°N 9.35653°E | Mappa | nuraghe monotorre |
| nuraghe Lu Naracacciu             | Arzachena               | 41.06662°N 9.4986°E  | Mappa | nuraghe monotorre |
| nuraghe Lu Nuracu                 | Arzachena               | 41.08392°N 9.33324°E | Mappa | nuraghe monotorre |
| nuraghe Monti Aguisi              | Arzachena               | 41.05829°N 9.42323°E | Mappa | nuraghe monotorre |
| nuraghe Monti Canaglia            | Arzachena               | 41.06957°N 9.48542°E | Mappa | nuraghe monotorre |
| nuraghe Nicola Carta              | Arzachena               | 41.11553°N 9.31237°E | Mappa | nuraghe monotorre |
| nuraghe Tilzitta                  | Arzachena               | 41.08914°N 9.45835°E | Mappa | nuraghe monotorre |
| nuraghe Muntiggioni               | Badesi                  | 40.95006°N 8.89477°E | Mappa | nuraghe monotorre |
| nuraghe Naragu                    | Badesi                  | 40.97149°N 8.88062°E | Mappa | nuraghe monotorre |
| nuraghe Buffulinu                 | Banari                  | 40.59051°N 8.66404°E | Mappa | nuraghe monotorre |
| nuraghe Chescos                   | Banari                  | 40.58478°N 8.66337°E | Mappa | nuraghe monotorre |
| nuraghe Corona Alta               | Banari                  | 40.56159°N 8.67486°E | Mappa | nuraghe monotorre |
| nuraghe Domu Pabaras              | Banari                  | 40.59301°N 8.64495°E | Mappa | nuraghe monotorre |
| nuraghe Farre                     | Banari                  | 40.57796°N 8.63868°E | Mappa | nuraghe monotorre |
| nuraghe Monte Franca              | Banari                  | 40.59593°N 8.66773°E | Mappa | nuraghe monotorre |
| nuraghe sa Tanchitta              | Banari                  | 40.56271°N 8.68778°E | Mappa | nuraghe monotorre |
| nuraghe su Crapione               | Banari                  | 40.5751°N 8.67957°E  | Mappa | nuraghe monotorre |
| nuraghe Benetutti                 | Benetutti               | 40.45569°N 9.16939°E | Mappa | nuraghe monotorre |
| nuraghe Bodoi                     | Benetutti               | 40.481°N 9.13972°E   | Mappa | nuraghe monotorre |
| nuraghe Carvoneddu                | Benetutti               | 40.43344°N 9.15487°E | Mappa | nuraghe monotorre |
| nuraghe Crastu 'e Cuccu           | Benetutti               | 40.43931°N 9.15039°E | Mappa | nuraghe monotorre |
| nuraghe Ena 'e Sedina             | Benetutti               | 40.46736°N 9.14206°E | Mappa | nuraghe monotorre |
| nuraghe Nodu Liotto               | Benetutti               | 40.45281°N 9.22126°E | Mappa | nuraghe monotorre |
| nuraghe Nortatile                 | Benetutti               | 40.44332°N 9.16099°E | Mappa | nuraghe monotorre |
| nuraghe Ogoro                     | Benetutti               | 40.4106°N 9.11821°E  | Mappa | nuraghe monotorre |
| nuraghe Ortuine                   | Benetutti               | 40.49088°N 9.1474°E  | Mappa | nuraghe monotorre |
| nuraghe Puddighinu II             | Benetutti               | 40.41693°N 9.13424°E | Mappa | nuraghe monotorre |
| nuraghe Revoste                   | Benetutti               | 40.38696°N 9.18698°E | Mappa | nuraghe monotorre |
| nuraghe sa Mandra sa Giua         | Benetutti               | 40.45824°N 9.15502°E | Mappa | nuraghe monotorre |
| nuraghe sae Maria Luisa           | Benetutti               | 40.49599°N 9.14586°E | Mappa | nuraghe monotorre |
| nuraghe Salamanza                 | Benetutti               | 40.42496°N 9.12375°E | Mappa | nuraghe monotorre |
| nuraghe Salamodde                 | Benetutti               | 40.43831°N 9.15779°E | Mappa | nuraghe monotorre |
| nuraghe s'Ena 'e Cannas           | Benetutti               | 40.43799°N 9.18979°E | Mappa | nuraghe monotorre |
| nuraghe Zili                      | Benetutti               | 40.48831°N 9.14042°E | Mappa | nuraghe monotorre |
| nuraghe Badde 'e Soliana          | Bono                    | 40.36516°N 9.10067°E | Mappa | nuraghe monotorre |
| nuraghe Biloto                    | Bono                    | 40.3877°N 9.08605°E  | Mappa | nuraghe monotorre |
| nuraghe Calitennero               | Bono                    | 40.41539°N 9.06303°E | Mappa | nuraghe monotorre |
| nuraghe Coa Longa                 | Bono                    | 40.46489°N 8.98299°E | Mappa | nuraghe monotorre |
| nuraghe Coa Longa II              | Bono                    | 40.46361°N 8.98074°E | Mappa | nuraghe monotorre |
| nuraghe Coa Longa III             | Bono                    | 40.46345°N 8.98239°E | Mappa | nuraghe monotorre |
| nuraghe Curtu                     | Bono                    | 40.45593°N 8.97342°E | Mappa | nuraghe monotorre |
| nuraghe de s'Arza                 | Bono                    | 40.36365°N 9.09758°E | Mappa | nuraghe monotorre |
| nuraghe Montigu Pilisserta        | Bono                    | 40.46049°N 8.98578°E | Mappa | nuraghe monotorre |
| nuraghe Ortivai                   | Bono                    | 40.36093°N 9.09347°E | Mappa | nuraghe monotorre |
| nuraghe Pilisserta                | Bono                    | 40.45767°N 8.97893°E | Mappa | nuraghe monotorre |
| nuraghe Rupisarcu                 | Bono                    | 40.43594°N 8.96415°E | Mappa | nuraghe monotorre |
| nuraghe sa Gispa                  | Bono                    | 40.45627°N 8.96859°E | Mappa | nuraghe monotorre |
| nuraghe San Nicola                | Bono                    | 40.38404°N 9.09632°E | Mappa | nuraghe monotorre |
| nuraghe Seddei                    | Bono                    | 40.40466°N 9.07254°E | Mappa | nuraghe monotorre |
| nuraghe Sorca                     | Bono                    | 40.45575°N 8.96296°E | Mappa | nuraghe monotorre |
| nuraghe Tamuile                   | Bono                    | 40.39597°N 9.08102°E | Mappa | nuraghe monotorre |
| nuraghe Giove                     | Bonorva                 | 40.3925°N 8.76616°E  | Mappa | nuraghe monotorre |
| nuraghe Suldu                     | Bonorva                 | 40.42187°N 8.82422°E | Mappa | nuraghe monotorre |
| nuraghe de sa Tanca Noa           | Borutta                 | 40.5158°N 8.73675°E  | Mappa | nuraghe monotorre |
| nuraghe Mura 'e Sai               | Borutta                 | 40.52795°N 8.73604°E | Mappa | nuraghe monotorre |
| nuraghe Arvas                     | Bottidda                | 40.4327°N 8.94275°E  | Mappa | nuraghe monotorre |
| nuraghe Larattu                   | Bottidda                | 40.40642°N 9.01483°E | Mappa | nuraghe monotorre |
| nuraghe Maronavia                 | Bottidda                | 40.37138°N 9.07358°E | Mappa | nuraghe monotorre |
| nuraghe Mastruporcu               | Bottidda                | 40.37376°N 9.07405°E | Mappa | nuraghe monotorre |
| nuraghe Mola sa Serra             | Bottidda                | 40.36833°N 9.05243°E | Mappa | nuraghe monotorre |
| nuraghe Muselighes                | Bottidda                | 40.39831°N 9.03164°E | Mappa | nuraghe monotorre |
| nuraghe Oruscula                  | Bottidda                | 40.3917°N 9.0426°E   | Mappa | nuraghe monotorre |
| nuraghe Pasciarzu                 | Bottidda                | 40.37973°N 9.06368°E | Mappa | nuraghe monotorre |
| nuraghe Restiddi                  | Bottidda                | 40.44333°N 8.94805°E | Mappa | nuraghe monotorre |
| nuraghe s'Arroccu                 | Bottidda                | 40.43745°N 8.93872°E | Mappa | nuraghe monotorre |
| nuraghe sos Nuraghes I            | Bottidda                | 40.39549°N 9.02847°E | Mappa | nuraghe monotorre |
| nuraghe Tocco Scuzzones           | Bottidda                | 40.44573°N 8.94187°E | Mappa | nuraghe monotorre |
| nuraghe Tranca Noa                | Bottidda                | 40.39902°N 9.01715°E | Mappa | nuraghe monotorre |
| nuraghe Tuscana                   | Bottidda                | 40.42798°N 8.95778°E | Mappa | nuraghe monotorre |
| nuraghe Binione                   | Buddusò                 | 40.62714°N 9.2904°E  | Mappa | nuraghe monotorre |
| nuraghe Eligannelle               | Buddusò                 | 40.54543°N 9.27648°E | Mappa | nuraghe monotorre |
| nuraghe Isarita                   | Buddusò                 | 40.54744°N 9.23181°E | Mappa | nuraghe monotorre |
| nuraghe Iselle                    | Buddusò                 | 40.58169°N 9.24107°E | Mappa | nuraghe monotorre |
| nuraghe Ruju                      | Buddusò                 | 40.59724°N 9.23843°E | Mappa | nuraghe monotorre |
| nuraghe s'Orteri                  | Buddusò                 | 40.55325°N 9.24194°E | Mappa | nuraghe monotorre |
| nuraghe Torroile                  | Buddusò                 | 40.55924°N 9.32595°E | Mappa | nuraghe monotorre |
| nuraghe Abbaia                    | Budoni                  | 40.67897°N 9.71917°E | Mappa | nuraghe monotorre |
| nuraghe di Conca Ento             | Budoni                  | 40.68234°N 9.6982°E  | Mappa | nuraghe monotorre |
| nuraghe Marini                    | Budoni                  | 40.68072°N 9.74441°E | Mappa | nuraghe monotorre |
| nuraghe Ottiolu                   | Budoni                  | 40.74925°N 9.70711°E | Mappa | nuraghe monotorre |
| nuraghe Ainos                     | Bultei                  | 40.46352°N 9.075°E   | Mappa | nuraghe monotorre |
| nuraghe Bodoi II                  | Bultei                  | 40.48266°N 9.13306°E | Mappa | nuraghe monotorre |
| nuraghe Campanas                  | Bultei                  | 40.49945°N 9.01721°E | Mappa | nuraghe monotorre |
| nuraghe Giuanna Onida             | Bultei                  | 40.49998°N 9.02189°E | Mappa | nuraghe monotorre |
| nuraghe Nurchidda                 | Bultei                  | 40.47151°N 9.11082°E | Mappa | nuraghe monotorre |
| nuraghe Pedru Adde                | Bultei                  | 40.45298°N 9.04706°E | Mappa | nuraghe monotorre |
| nuraghe su Tassu                  | Bultei                  | 40.51127°N 9.06815°E | Mappa | nuraghe monotorre |
| nuraghe Badde Ozzastru            | Bulzi                   | 40.84035°N 8.85157°E | Mappa | nuraghe monotorre |
| nuraghe Bonaggiuta                | Bulzi                   | 40.84548°N 8.85349°E | Mappa | nuraghe monotorre |
| nuraghe Conte                     | Bulzi                   | 40.85553°N 8.87245°E | Mappa | nuraghe monotorre |
| nuraghe Cultu                     | Bulzi                   | 40.85904°N 8.86033°E | Mappa | nuraghe monotorre |
| nuraghe Figone                    | Bulzi                   | 40.85833°N 8.86729°E | Mappa | nuraghe monotorre |
| nuraghe Fughiles                  | Bulzi                   | 40.86071°N 8.87994°E | Mappa | nuraghe monotorre |
| nuraghe Manos d'Oro               | Bulzi                   | 40.84775°N 8.84466°E | Mappa | nuraghe monotorre |
| nuraghe Muros                     | Bulzi                   | 40.85299°N 8.85071°E | Mappa | nuraghe monotorre |
| nuraghe San Nicola                | Bulzi                   | 40.86393°N 8.86723°E | Mappa | nuraghe monotorre |
| nuraghe s'Arede                   | Bulzi                   | 40.8634°N 8.86515°E  | Mappa | nuraghe monotorre |
| nuraghe Sarula                    | Bulzi                   | 40.84723°N 8.86322°E | Mappa | nuraghe monotorre |
| nuraghe sas Ladas                 | Bulzi                   | 40.83827°N 8.86355°E | Mappa | nuraghe monotorre |
| nuraghe Costa II                  | Burgos                  | 40.42682°N 8.93693°E | Mappa | nuraghe monotorre |
| nuraghe Figuniedda                | Burgos                  | 40.41154°N 8.95968°E | Mappa | nuraghe monotorre |
| nuraghe Monte Azones              | Burgos                  | 40.42037°N 8.92708°E | Mappa | nuraghe monotorre |
| nuraghe sa Maddalena              | Burgos                  | 40.37487°N 9.01693°E | Mappa | nuraghe monotorre |
| nuraghe su Fraile                 | Burgos                  | 40.41848°N 8.93734°E | Mappa | nuraghe monotorre |
| nuraghe Bonvicinu                 | Calangianus             | 40.90613°N 9.1625°E  | Mappa | nuraghe monotorre |
| nuraghe Araodda                   | Castelsardo             | 40.87372°N 8.65787°E | Mappa | nuraghe monotorre |
| nuraghe Baragliolu                | Castelsardo             | 40.89247°N 8.68629°E | Mappa | nuraghe monotorre |
| nuraghe Calcinaggiu               | Castelsardo             | 40.89622°N 8.73232°E | Mappa | nuraghe monotorre |
| nuraghe Campulandru               | Castelsardo             | 40.91401°N 8.74143°E | Mappa | nuraghe monotorre |
| nuraghe Conca d'Azzona            | Castelsardo             | 40.88296°N 8.78281°E | Mappa | nuraghe monotorre |
| nuraghe Cuncali                   | Castelsardo             | 40.90441°N 8.77262°E | Mappa | nuraghe monotorre |
| nuraghe Gambalancia               | Castelsardo             | 40.8789°N 8.66511°E  | Mappa | nuraghe monotorre |
| nuraghe l'Eni                     | Castelsardo             | 40.89469°N 8.76634°E | Mappa | nuraghe monotorre |
| nuraghe Lorenzoni                 | Castelsardo             | 40.88212°N 8.77804°E | Mappa | nuraghe monotorre |
| nuraghe Monte Carraggiu           | Castelsardo             | 40.89907°N 8.77263°E | Mappa | nuraghe monotorre |
| nuraghe Monte La Rodda            | Castelsardo             | 40.89763°N 8.6942°E  | Mappa | nuraghe monotorre |
| nuraghe Monte La Rodda II         | Castelsardo             | 40.89716°N 8.69852°E | Mappa | nuraghe monotorre |
| nuraghe Monti Arignu              | Castelsardo             | 40.8891°N 8.7802°E   | Mappa | nuraghe monotorre |
| nuraghe Multeddu                  | Castelsardo             | 40.89285°N 8.74205°E | Mappa | nuraghe monotorre |
| nuraghe Pedra Sciolta             | Castelsardo             | 40.88776°N 8.73975°E | Mappa | nuraghe monotorre |
| nuraghe Prima Guardia             | Castelsardo             | 40.9154°N 8.76382°E  | Mappa | nuraghe monotorre |
| nuraghe Punta di Lu Baroni        | Castelsardo             | 40.90724°N 8.77554°E | Mappa | nuraghe monotorre |
| nuraghe Rocca Bianca              | Castelsardo             | 40.89018°N 8.79569°E | Mappa | nuraghe monotorre |
| nuraghe Scorraoes                 | Castelsardo             | 40.86572°N 8.66589°E | Mappa | nuraghe monotorre |
| nuraghe Spighia                   | Castelsardo             | 40.90722°N 8.70994°E | Mappa | nuraghe monotorre |
| nuraghe su Tesoro                 | Castelsardo             | 40.89885°N 8.75367°E | Mappa | nuraghe monotorre |
| nuraghe Tinteri                   | Castelsardo             | 40.90098°N 8.75948°E | Mappa | nuraghe monotorre |
| nuraghe Tovaru                    | Castelsardo             | 40.88512°N 8.70003°E | Mappa | nuraghe monotorre |
| nuraghe Magiore                   | Cheremule               | 40.49683°N 8.63015°E | Mappa | nuraghe monotorre |
| nuraghe Ruju                      | Chiaramonti             | 40.75401°N 8.84558°E | Mappa | nuraghe monotorre |
| nuraghe sas Coas                  | Chiaramonti             | 40.7541°N 8.85809°E  | Mappa | nuraghe monotorre |
| nuraghe Arzola 'e Sorighes        | Esporlatu               | 40.36941°N 8.96428°E | Mappa | nuraghe monotorre |
| nuraghe Erismanzanu               | Esporlatu               | 40.40302°N 8.95562°E | Mappa | nuraghe monotorre |
| nuraghe Fruschiosu                | Esporlatu               | 40.39964°N 8.97098°E | Mappa | nuraghe monotorre |
| nuraghe Murci                     | Esporlatu               | 40.38123°N 8.98972°E | Mappa | nuraghe monotorre |
| nuraghe Muru de Lunas             | Esporlatu               | 40.38873°N 8.9595°E  | Mappa | nuraghe monotorre |
| nuraghe Orrios                    | Esporlatu               | 40.36522°N 9.04479°E | Mappa | nuraghe monotorre |
| nuraghe Pattada 'e Casu           | Esporlatu               | 40.38467°N 8.95718°E | Mappa | nuraghe monotorre |
| nuraghe s'Acchil'Ezzu             | Esporlatu               | 40.39758°N 8.96444°E | Mappa | nuraghe monotorre |
| nuraghe sos Casales               | Esporlatu               | 40.35742°N 9.0415°E  | Mappa | nuraghe monotorre |
| nuraghe su Tione                  | Esporlatu               | 40.39714°N 8.95468°E | Mappa | nuraghe monotorre |
| nuraghe su Ziu Agara              | Esporlatu               | 40.38188°N 8.98062°E | Mappa | nuraghe monotorre |
| nuraghe Cantaru Ena               | Florinas                | 40.65256°N 8.65924°E | Mappa | nuraghe monotorre |
| nuraghe Coa Lada                  | Florinas                | 40.60153°N 8.63952°E | Mappa | nuraghe monotorre |
| nuraghe de Mesu                   | Florinas                | 40.65859°N 8.64739°E | Mappa | nuraghe monotorre |
| nuraghe Fora Labia                | Florinas                | 40.62348°N 8.6408°E  | Mappa | nuraghe monotorre |
| nuraghe Idale                     | Florinas                | 40.60859°N 8.62066°E | Mappa | nuraghe monotorre |
| nuraghe Linna Odetta              | Florinas                | 40.60733°N 8.65585°E | Mappa | nuraghe monotorre |
| nuraghe Loddauru Alto             | Florinas                | 40.65026°N 8.64826°E | Mappa | nuraghe monotorre |
| nuraghe Pala Binza Manna          | Florinas                | 40.63717°N 8.66633°E | Mappa | nuraghe monotorre |
| nuraghe Punta Unossi              | Florinas                | 40.61746°N 8.64908°E | Mappa | nuraghe monotorre |
| nuraghe sa Menta                  | Florinas                | 40.59469°N 8.63985°E | Mappa | nuraghe monotorre |
| nuraghe Sambisue                  | Florinas                | 40.61569°N 8.70308°E | Mappa | nuraghe monotorre |
| nuraghe Santu Martinu             | Florinas                | 40.63756°N 8.65162°E | Mappa | nuraghe monotorre |
| nuraghe Santu Nicola              | Florinas                | 40.64506°N 8.6753°E  | Mappa | nuraghe monotorre |
| nuraghe sas Coas                  | Florinas                | 40.66014°N 8.65406°E | Mappa | nuraghe monotorre |
| nuraghe Sega Pane                 | Florinas                | 40.59748°N 8.6377°E  | Mappa | nuraghe monotorre |
| nuraghe su Padru                  | Florinas                | 40.60199°N 8.62658°E | Mappa | nuraghe monotorre |
| nuraghe su Valsu                  | Florinas                | 40.60496°N 8.64239°E | Mappa | nuraghe monotorre |
| nuraghe Anadde                    | Giave                   | 40.4805°N 8.63417°E  | Mappa | nuraghe monotorre |
| nuraghe Badde Pedrosa             | Giave                   | 40.44196°N 8.74004°E | Mappa | nuraghe monotorre |
| nuraghe Cagules                   | Giave                   | 40.46879°N 8.78553°E | Mappa | nuraghe monotorre |
| nuraghe Campu de Olta             | Giave                   | 40.45287°N 8.79124°E | Mappa | nuraghe monotorre |
| nuraghe Frummigiosu               | Giave                   | 40.4745°N 8.71213°E  | Mappa | nuraghe monotorre |
| nuraghe Manigas                   | Giave                   | 40.46645°N 8.76188°E | Mappa | nuraghe monotorre |
| nuraghe Meana                     | Giave                   | 40.47207°N 8.6838°E  | Mappa | nuraghe monotorre |
| nuraghe Monte Ammoradu            | Giave                   | 40.43933°N 8.73988°E | Mappa | nuraghe monotorre |
| nuraghe Monte Pizzinnu            | Giave                   | 40.48306°N 8.64269°E | Mappa | nuraghe monotorre |
| nuraghe Mura Coloras              | Giave                   | 40.47814°N 8.76356°E | Mappa | nuraghe monotorre |
| nuraghe sa Rocca Luisa            | Giave                   | 40.4646°N 8.69546°E  | Mappa | nuraghe monotorre |
| nuraghe sa Uttiosa                | Giave                   | 40.48059°N 8.66687°E | Mappa | nuraghe monotorre |
| nuraghe Santu Ainzu               | Giave                   | 40.43371°N 8.74065°E | Mappa | nuraghe monotorre |
| nuraghe Sauccos                   | Giave                   | 40.46915°N 8.73281°E | Mappa | nuraghe monotorre |
| nuraghe sos Baddigios             | Giave                   | 40.43542°N 8.75978°E | Mappa | nuraghe monotorre |
| nuraghe su Runcu                  | Giave                   | 40.45937°N 8.70754°E | Mappa | nuraghe monotorre |
| nuraghe Monte Conia               | Golfo Aranci            | 40.96899°N 9.50935°E | Mappa | nuraghe monotorre |
| nuraghe Abbasantera               | Illorai                 | 40.41226°N 8.91142°E | Mappa | nuraghe monotorre |
| nuraghe Contra Austinu            | Illorai                 | 40.42231°N 8.92026°E | Mappa | nuraghe monotorre |
| nuraghe Curtzu                    | Illorai                 | 40.33314°N 8.99955°E | Mappa | nuraghe monotorre |
| nuraghe Ena Manna                 | Illorai                 | 40.41535°N 8.92185°E | Mappa | nuraghe monotorre |
| nuraghe Frida                     | Illorai                 | 40.37084°N 8.94434°E | Mappa | nuraghe monotorre |
| nuraghe Ladorza                   | Illorai                 | 40.40384°N 8.9439°E  | Mappa | nuraghe monotorre |
| nuraghe Lucche                    | Illorai                 | 40.33306°N 9.0257°E  | Mappa | nuraghe monotorre |
| nuraghe Mannuri                   | Illorai                 | 40.35472°N 8.97828°E | Mappa | nuraghe monotorre |
| nuraghe Murones                   | Illorai                 | 40.40635°N 8.92855°E | Mappa | nuraghe monotorre |
| nuraghe Pabattolas                | Illorai                 | 40.39294°N 8.92009°E | Mappa | nuraghe monotorre |
| nuraghe Pattada 'e Chelvos        | Illorai                 | 40.39033°N 8.92125°E | Mappa | nuraghe monotorre |
| nuraghe sa Pruna                  | Illorai                 | 40.40896°N 8.91733°E | Mappa | nuraghe monotorre |
| nuraghe sa Sea                    | Illorai                 | 40.41076°N 8.91225°E | Mappa | nuraghe monotorre |
| nuraghe Santa Maria               | Illorai                 | 40.38212°N 8.91764°E | Mappa | nuraghe monotorre |
| nuraghe sos Conzos                | Illorai                 | 40.33389°N 8.99531°E | Mappa | nuraghe monotorre |
| nuraghe su Caddile                | Illorai                 | 40.3964°N 8.92774°E  | Mappa | nuraghe monotorre |
| nuraghe su 'e Matteu Pittale      | Illorai                 | 40.33736°N 8.99712°E | Mappa | nuraghe monotorre |
| nuraghe su 'e Mitteriu            | Illorai                 | 40.41176°N 8.91467°E | Mappa | nuraghe monotorre |
| nuraghe Tuvu Oe                   | Illorai                 | 40.32904°N 8.99082°E | Mappa | nuraghe monotorre |
| nuraghe Chisti                    | Ittireddu               | 40.51782°N 8.90665°E | Mappa | nuraghe monotorre |
| nuraghe Frades                    | Ittireddu               | 40.49338°N 8.90986°E | Mappa | nuraghe monotorre |
| nuraghe Monte Lisiri              | Ittireddu               | 40.54178°N 8.90623°E | Mappa | nuraghe monotorre |
| nuraghe Cannedu                   | Ittiri                  | 40.59624°N 8.54901°E | Mappa | nuraghe monotorre |
| nuraghe Cherchizzu                | Ittiri                  | 40.61607°N 8.60635°E | Mappa | nuraghe monotorre |
| nuraghe Chizzonieddu              | Ittiri                  | 40.62121°N 8.59408°E | Mappa | nuraghe monotorre |
| nuraghe Cunedda                   | Ittiri                  | 40.57067°N 8.56828°E | Mappa | nuraghe monotorre |
| nuraghe Frailarzu                 | Ittiri                  | 40.63509°N 8.56744°E | Mappa | nuraghe monotorre |
| nuraghe Monte Cumida              | Ittiri                  | 40.6187°N 8.58781°E  | Mappa | nuraghe monotorre |
| nuraghe Monte Cumida II           | Ittiri                  | 40.60892°N 8.5928°E  | Mappa | nuraghe monotorre |
| nuraghe Monte Dominigu            | Ittiri                  | 40.64018°N 8.51515°E | Mappa | nuraghe monotorre |
| nuraghe Occhila                   | Ittiri                  | 40.60845°N 8.59798°E | Mappa | nuraghe monotorre |
| nuraghe Pianu Marras              | Ittiri                  | 40.63837°N 8.56264°E | Mappa | nuraghe monotorre |
| nuraghe Pittigheddu               | Ittiri                  | 40.57215°N 8.63175°E | Mappa | nuraghe monotorre |
| nuraghe Punta Mariotti            | Ittiri                  | 40.61208°N 8.60409°E | Mappa | nuraghe monotorre |
| nuraghe sa Gaipida                | Ittiri                  | 40.58786°N 8.55892°E | Mappa | nuraghe monotorre |
| nuraghe Sa Pala 'e s'Ozzastru     | Ittiri                  | 40.64096°N 8.54974°E | Mappa | nuraghe monotorre |
| nuraghe sa Punta 'e sa Nansa      | Ittiri                  | 40.63365°N 8.57133°E | Mappa | nuraghe monotorre |
| nuraghe sa Ucca 'e su Giannittu   | Ittiri                  | 40.62631°N 8.57738°E | Mappa | nuraghe monotorre |
| nuraghe Santu Ainzu               | Ittiri                  | 40.61297°N 8.59135°E | Mappa | nuraghe monotorre |
| nuraghe Urei                      | Ittiri                  | 40.64168°N 8.55687°E | Mappa | nuraghe monotorre |
| nuraghe Vittore                   | Ittiri                  | 40.60335°N 8.60533°E | Mappa | nuraghe monotorre |
| nuraghe Loiri                     | Loiri Porto San Paolo   | 40.84611°N 9.48829°E | Mappa | nuraghe monotorre |
| nuraghe Lu Monti Lisciu           | Loiri Porto San Paolo   | 40.79442°N 9.58647°E | Mappa | nuraghe monotorre |
| nuraghe Montiglione               | Loiri Porto San Paolo   | 40.836°N 9.64961°E   | Mappa | nuraghe monotorre |
| nuraghe Zappalli Mannu            | Loiri Porto San Paolo   | 40.84255°N 9.47568°E | Mappa | nuraghe monotorre |
| nuraghe Cuguruntis                | Mara                    | 40.44731°N 8.63909°E | Mappa | nuraghe monotorre |
| nuraghe Ispinalva I               | Martis                  | 40.79842°N 8.88151°E | Mappa | nuraghe monotorre |
| nuraghe Calvia                    | Monteleone Rocca Doria  | 40.48139°N 8.55468°E | Mappa | nuraghe monotorre |
| nuraghe Mannu                     | Monteleone Rocca Doria  | 40.45613°N 8.55587°E | Mappa | nuraghe monotorre |
| nuraghe Tudera alto               | Monteleone Rocca Doria  | 40.48338°N 8.55544°E | Mappa | nuraghe monotorre |
| nuraghe de Pertuncas              | Monti                   | 40.82754°N 9.35991°E | Mappa | nuraghe monotorre |
| nuraghe Logu                      | Monti                   | 40.815°N 9.30668°E   | Mappa | nuraghe monotorre |
| nuraghe su Casteddu               | Monti                   | 40.78154°N 9.28699°E | Mappa | nuraghe monotorre |
| nuraghe Agos                      | Mores                   | 40.53075°N 8.86335°E | Mappa | nuraghe monotorre |
| nuraghe Ranas                     | Mores                   | 40.50486°N 8.82946°E | Mappa | nuraghe monotorre |
| nuraghe sa Cuguttada              | Mores                   | 40.50529°N 8.83613°E | Mappa | nuraghe monotorre |
| nuraghe sa Turricula              | Muros                   | 40.70762°N 8.61431°E | Mappa | nuraghe monotorre |
| nuraghe Arile                     | Nule                    | 40.47297°N 9.2061°E  | Mappa | nuraghe monotorre |
| nuraghe Edutta                    | Nule                    | 40.47666°N 9.26311°E | Mappa | nuraghe monotorre |
| nuraghe Elighe                    | Nule                    | 40.49909°N 9.24469°E | Mappa | nuraghe monotorre |
| nuraghe sa Menta                  | Nule                    | 40.50264°N 9.20896°E | Mappa | nuraghe monotorre |
| nuraghe Tulidda                   | Nule                    | 40.44509°N 9.19524°E | Mappa | nuraghe monotorre |
| nuraghe Monte Giannas             | Nulvi                   | 40.82012°N 8.80457°E | Mappa | nuraghe monotorre |
| nuraghe Aldala                    | Olbia                   | 40.89897°N 9.59741°E | Mappa | nuraghe monotorre |
| nuraghe Contra de Ozzastru        | Olbia                   | 40.92519°N 9.41601°E | Mappa | nuraghe monotorre |
| nuraghe Contras                   | Olbia                   | 40.93874°N 9.44448°E | Mappa | nuraghe monotorre |
| nuraghe Lu Casteddu               | Olbia                   | 40.82322°N 9.47451°E | Mappa | nuraghe monotorre |
| nuraghe Nuragheddu de Siana       | Olbia                   | 40.86474°N 9.42929°E | Mappa | nuraghe monotorre |
| nuraghe Paulelada                 | Olbia                   | 40.9265°N 9.43889°E  | Mappa | nuraghe monotorre |
| nuraghe Riu Mulinu                | Olbia                   | 40.95561°N 9.5209°E  | Mappa | nuraghe monotorre |
| nuraghe sa Mola                   | Olbia                   | 40.88154°N 9.52812°E | Mappa | nuraghe monotorre |
| nuraghe Siana                     | Olbia                   | 40.86967°N 9.42802°E | Mappa | nuraghe monotorre |
| nuraghe Torra                     | Olbia                   | 40.89684°N 9.52499°E | Mappa | nuraghe monotorre |
| nuraghe Antoni Steddadu           | Olmedo                  | 40.64717°N 8.37229°E | Mappa | nuraghe monotorre |
| nuraghe Biancu                    | Olmedo                  | 40.64263°N 8.36332°E | Mappa | nuraghe monotorre |
| nuraghe Coinzolu                  | Olmedo                  | 40.65017°N 8.36486°E | Mappa | nuraghe monotorre |
| nuraghe Crescioleddu              | Olmedo                  | 40.66292°N 8.41349°E | Mappa | nuraghe monotorre |
| nuraghe di Talia                  | Olmedo                  | 40.65392°N 8.36852°E | Mappa | nuraghe monotorre |
| nuraghe Giuanne Tedde             | Olmedo                  | 40.64125°N 8.36826°E | Mappa | nuraghe monotorre |
| nuraghe Mannu                     | Olmedo                  | 40.65312°N 8.38838°E | Mappa | nuraghe monotorre |
| nuraghe Masala                    | Olmedo                  | 40.63869°N 8.37152°E | Mappa | nuraghe monotorre |
| nuraghe Monte Rosso               | Olmedo                  | 40.65999°N 8.40809°E | Mappa | nuraghe monotorre |
| nuraghe Montemesu                 | Olmedo                  | 40.63137°N 8.36387°E | Mappa | nuraghe monotorre |
| nuraghe Pedra de Fogu             | Olmedo                  | 40.64718°N 8.36681°E | Mappa | nuraghe monotorre |
| nuraghe Roccalzeddu               | Olmedo                  | 40.63337°N 8.37312°E | Mappa | nuraghe monotorre |
| nuraghe sa Femina                 | Olmedo                  | 40.65332°N 8.38356°E | Mappa | nuraghe monotorre |
| nuraghe Santa Caterina            | Olmedo                  | 40.64222°N 8.35825°E | Mappa | nuraghe monotorre |
| nuraghe Scala de s'Ainu           | Olmedo                  | 40.64189°N 8.39661°E | Mappa | nuraghe monotorre |
| nuraghe s'Elighe                  | Olmedo                  | 40.64638°N 8.35907°E | Mappa | nuraghe monotorre |
| nuraghe Sfundau                   | Olmedo                  | 40.66647°N 8.37304°E | Mappa | nuraghe monotorre |
| nuraghe Baccas Alvas              | Oschiri                 | 40.67899°N 9.06985°E | Mappa | nuraghe monotorre |
| nuraghe Bedda                     | Oschiri                 | 40.71601°N 9.07573°E | Mappa | nuraghe monotorre |
| nuraghe Mandra di l'Ebbi          | Oschiri                 | 40.80871°N 9.04618°E | Mappa | nuraghe monotorre |
| nuraghe Mugone                    | Oschiri                 | 40.67664°N 9.05445°E | Mappa | nuraghe monotorre |
| nuraghe San Simeone               | Oschiri                 | 40.70464°N 9.03812°E | Mappa | nuraghe monotorre |
| nuraghe sas Luzzanas              | Oschiri                 | 40.74217°N 9.15045°E | Mappa | nuraghe monotorre |
| nuraghe Vaccile Mannu             | Oschiri                 | 40.81991°N 9.06388°E | Mappa | nuraghe monotorre |
| nuraghe Baiolu                    | Osilo                   | 40.71638°N 8.68726°E | Mappa | nuraghe monotorre |
| nuraghe Brunuzzu                  | Ossi                    | 40.64188°N 8.62881°E | Mappa | nuraghe monotorre |
| nuraghe Corte e Lottene           | Ossi                    | 40.66192°N 8.61127°E | Mappa | nuraghe monotorre |
| nuraghe Ena 'e Littu              | Ossi                    | 40.6393°N 8.63169°E  | Mappa | nuraghe monotorre |
| nuraghe Formigiosu                | Ossi                    | 40.65533°N 8.61648°E | Mappa | nuraghe monotorre |
| nuraghe Mandra 'e Munza II        | Ossi                    | 40.62389°N 8.63056°E | Mappa | nuraghe monotorre |
| nuraghe Nannareddu                | Ossi                    | 40.63117°N 8.62563°E | Mappa | nuraghe monotorre |
| nuraghe Nidu 'e Corvu             | Ossi                    | 40.63379°N 8.60713°E | Mappa | nuraghe monotorre |
| nuraghe Pettu 'e Murtas           | Ossi                    | 40.65797°N 8.60154°E | Mappa | nuraghe monotorre |
| nuraghe sa Mandra 'e sa Giua      | Ossi                    | 40.67697°N 8.60034°E | Mappa | nuraghe monotorre |
| nuraghe Santu Maltine             | Ossi                    | 40.64618°N 8.61755°E | Mappa | nuraghe monotorre |
| nuraghe s'Isterridolzu            | Ossi                    | 40.62541°N 8.63105°E | Mappa | nuraghe monotorre |
| nuraghe Abbadiga                  | Ozieri                  | 40.6982°N 8.86232°E  | Mappa | nuraghe monotorre |
| nuraghe Badu e Rughe              | Ozieri                  | 40.58736°N 9.04424°E | Mappa | nuraghe monotorre |
| nuraghe Barvidu                   | Ozieri                  | 40.60831°N 9.04788°E | Mappa | nuraghe monotorre |
| nuraghe Basacunnos                | Ozieri                  | 40.65533°N 8.9282°E  | Mappa | nuraghe monotorre |
| nuraghe Bilimone                  | Ozieri                  | 40.64255°N 8.84434°E | Mappa | nuraghe monotorre |
| nuraghe Candelas II               | Ozieri                  | 40.67329°N 8.91314°E | Mappa | nuraghe monotorre |
| nuraghe Cavanna                   | Ozieri                  | 40.6618°N 8.93825°E  | Mappa | nuraghe monotorre |
| nuraghe Columbos                  | Ozieri                  | 40.66877°N 8.95204°E | Mappa | nuraghe monotorre |
| nuraghe Cugono                    | Ozieri                  | 40.66237°N 9.04522°E | Mappa | nuraghe monotorre |
| nuraghe Donna Teresa              | Ozieri                  | 40.58979°N 9.04871°E | Mappa | nuraghe monotorre |
| nuraghe Ena Longa                 | Ozieri                  | 40.70127°N 8.90365°E | Mappa | nuraghe monotorre |
| nuraghe Giannas II                | Ozieri                  | 40.56958°N 8.9519°E  | Mappa | nuraghe monotorre |
| nuraghe Giolzi Pintu              | Ozieri                  | 40.601°N 9.03506°E   | Mappa | nuraghe monotorre |
| nuraghe Lentizzu                  | Ozieri                  | 40.65981°N 8.94463°E | Mappa | nuraghe monotorre |
| nuraghe Logostis III              | Ozieri                  | 40.71088°N 8.93918°E | Mappa | nuraghe monotorre |
| nuraghe Luzzanas                  | Ozieri                  | 40.64909°N 8.8863°E  | Mappa | nuraghe monotorre |
| nuraghe Malosu                    | Ozieri                  | 40.57137°N 8.9645°E  | Mappa | nuraghe monotorre |
| nuraghe Minore                    | Ozieri                  | 40.64424°N 8.89104°E | Mappa | nuraghe monotorre |
| nuraghe Montigiu Contra           | Ozieri                  | 40.69273°N 8.89336°E | Mappa | nuraghe monotorre |
| nuraghe Muronalza                 | Ozieri                  | 40.71354°N 8.93372°E | Mappa | nuraghe monotorre |
| nuraghe Navole                    | Ozieri                  | 40.61668°N 8.97104°E | Mappa | nuraghe monotorre |
| nuraghe Nuridolzu                 | Ozieri                  | 40.67022°N 9.0521°E  | Mappa | nuraghe monotorre |
| nuraghe Pittu                     | Ozieri                  | 40.65767°N 8.8493°E  | Mappa | nuraghe monotorre |
| nuraghe Poltolzu                  | Ozieri                  | 40.70797°N 8.88949°E | Mappa | nuraghe monotorre |
| nuraghe Punta Zamaglia            | Ozieri                  | 40.58031°N 8.96517°E | Mappa | nuraghe monotorre |
| nuraghe Puttu Pianu               | Ozieri                  | 40.70488°N 8.91118°E | Mappa | nuraghe monotorre |
| nuraghe Runache Ruju              | Ozieri                  | 40.67763°N 8.90591°E | Mappa | nuraghe monotorre |
| nuraghe sa Segada                 | Ozieri                  | 40.6559°N 9.01007°E  | Mappa | nuraghe monotorre |
| nuraghe San Pantaleo              | Ozieri                  | 40.60874°N 8.95262°E | Mappa | nuraghe monotorre |
| nuraghe s'Arrennadu               | Ozieri                  | 40.58115°N 8.95377°E | Mappa | nuraghe monotorre |
| nuraghe Sauppere                  | Ozieri                  | 40.61064°N 8.95425°E | Mappa | nuraghe monotorre |
| nuraghe su Nuraghe                | Ozieri                  | 40.56322°N 8.99389°E | Mappa | nuraghe monotorre |
| nuraghe Tetti                     | Ozieri                  | 40.70398°N 8.93152°E | Mappa | nuraghe monotorre |
| nuraghe Tuescu                    | Ozieri                  | 40.54184°N 8.9495°E  | Mappa | nuraghe monotorre |
| nuraghe Basciu                    | Padria                  | 40.38489°N 8.62431°E | Mappa | nuraghe monotorre |
| nuraghe Bidighinzos               | Padria                  | 40.42652°N 8.60097°E | Mappa | nuraghe monotorre |
| nuraghe Casiddu                   | Padria                  | 40.39183°N 8.60139°E | Mappa | nuraghe monotorre |
| nuraghe Comida 'e Muru            | Padria                  | 40.37436°N 8.57869°E | Mappa | nuraghe monotorre |
| nuraghe Mesu Nuraghe              | Padria                  | 40.39348°N 8.63885°E | Mappa | nuraghe monotorre |
| nuraghe Mesu Nuraghe II           | Padria                  | 40.39136°N 8.64068°E | Mappa | nuraghe monotorre |
| nuraghe Monte su Furru            | Padria                  | 40.38796°N 8.59722°E | Mappa | nuraghe monotorre |
| nuraghe Mura Suiles               | Padria                  | 40.39311°N 8.55866°E | Mappa | nuraghe monotorre |
| nuraghe Turriggia                 | Padria                  | 40.37242°N 8.59114°E | Mappa | nuraghe monotorre |
| nuraghe Vigna                     | Padria                  | 40.39519°N 8.62333°E | Mappa | nuraghe monotorre |
| nuraghe Vroma                     | Padria                  | 40.4248°N 8.58782°E  | Mappa | nuraghe monotorre |
| nuraghe Punta su Nurache          | Padru                   | 40.70554°N 9.47811°E | Mappa | nuraghe monotorre |
| nuraghe Barrabisa                 | Palau                   | 41.18673°N 9.31496°E | Mappa | nuraghe monotorre |
| nuraghe Barriatogghju             | Palau                   | 41.15366°N 9.34941°E | Mappa | nuraghe monotorre |
| nuraghe Ortusanu                  | Pattada                 | 40.65402°N 9.04872°E | Mappa | nuraghe monotorre |
| nuraghe Fiorosu                   | Ploaghe                 | 40.69639°N 8.74577°E | Mappa | nuraghe monotorre |
| nuraghe Biunisi                   | Porto Torres            | 40.81177°N 8.32948°E | Mappa | nuraghe monotorre |
| nuraghe Ferrali                   | Porto Torres            | 40.82908°N 8.33604°E | Mappa | nuraghe monotorre |
| nuraghe La Camusina               | Porto Torres            | 40.79707°N 8.42062°E | Mappa | nuraghe monotorre |
| nuraghe Nieddu                    | Porto Torres            | 40.82443°N 8.35177°E | Mappa | nuraghe monotorre |
| nuraghe Ala                       | Pozzomaggiore           | 40.31365°N 8.65543°E | Mappa | nuraghe monotorre |
| nuraghe Taccas                    | Pozzomaggiore           | 40.33671°N 8.69851°E | Mappa | nuraghe monotorre |
| nuraghe Giovanni Cuzzo            | Putifigari              | 40.61389°N 8.40206°E | Mappa | nuraghe monotorre |
| nuraghe Santu Giagu II            | Romana                  | 40.50124°N 8.55141°E | Mappa | nuraghe monotorre |
| nuraghe Nuragheddu                | San Teodoro             | 40.8015°N 9.64608°E  | Mappa | nuraghe monotorre |
| nuraghe Suaredda di Supra         | San Teodoro             | 40.78722°N 9.64533°E | Mappa | nuraghe monotorre |
| nuraghe Fattazzu                  | Santa Maria Coghinas    | 40.89093°N 8.85405°E | Mappa | nuraghe monotorre |
| nuraghe Pedru Malu                | Santa Maria Coghinas    | 40.89562°N 8.84696°E | Mappa | nuraghe monotorre |
| nuraghe Pedru Malu II             | Santa Maria Coghinas    | 40.89425°N 8.83934°E | Mappa | nuraghe monotorre |
| nuraghe La Ruda Boncaminu         | Santa Teresa Gallura    | 41.21652°N 9.19746°E | Mappa | nuraghe monotorre |
| nuraghe Municca                   | Santa Teresa Gallura    | 41.25024°N 9.18501°E | Mappa | nuraghe monotorre |
| nuraghe Naracone                  | Santa Teresa Gallura    | 41.18976°N 9.17498°E | Mappa | nuraghe monotorre |
| nuraghe Saltara                   | Santa Teresa Gallura    | 41.17023°N 9.2226°E  | Mappa | nuraghe monotorre |
| nuraghe Stirritogghiu             | Santa Teresa Gallura    | 41.20516°N 9.20074°E | Mappa | nuraghe monotorre |
| nuraghe Vigna Marina              | Santa Teresa Gallura    | 41.22605°N 9.19332°E | Mappa | nuraghe monotorre |
| nuraghe Lu Monti di lu Colbu      | Sant'Antonio di Gallura | 40.99533°N 9.27671°E | Mappa | nuraghe monotorre |
| nuraghe Lu Spirriatogghju         | Sant'Antonio di Gallura | 40.99474°N 9.27727°E | Mappa | nuraghe monotorre |
| nuraghe Agliado                   | Sassari                 | 40.69961°N 8.38116°E | Mappa | nuraghe monotorre |
| nuraghe Alisparghe                | Sassari                 | 40.79045°N 8.19338°E | Mappa | nuraghe monotorre |
| nuraghe Andria Mannu              | Sassari                 | 40.68582°N 8.33479°E | Mappa | nuraghe monotorre |
| nuraghe Arcone I                  | Sassari                 | 40.6934°N 8.43628°E  | Mappa | nuraghe monotorre |
| nuraghe Badde Funtana             | Sassari                 | 40.7108°N 8.44654°E  | Mappa | nuraghe monotorre |
| nuraghe Badde Urpino              | Sassari                 | 40.78393°N 8.39803°E | Mappa | nuraghe monotorre |
| nuraghe Badu 'e Setti Mattiuzzu   | Sassari                 | 40.7918°N 8.38305°E  | Mappa | nuraghe monotorre |
| nuraghe Bancali                   | Sassari                 | 40.73902°N 8.46824°E | Mappa | nuraghe monotorre |
| nuraghe Bazzinitta                | Sassari                 | 40.73963°N 8.33051°E | Mappa | nuraghe monotorre |
| nuraghe Bonassai                  | Sassari                 | 40.67111°N 8.34597°E | Mappa | nuraghe monotorre |
| nuraghe Branca                    | Sassari                 | 40.72903°N 8.2927°E  | Mappa | nuraghe monotorre |
| nuraghe Cappelone                 | Sassari                 | 40.77102°N 8.49012°E | Mappa | nuraghe monotorre |
| nuraghe Casteddu di Sant'Anatolia | Sassari                 | 40.72312°N 8.51452°E | Mappa | nuraghe monotorre |
| nuraghe Cazzatteri                | Sassari                 | 40.75171°N 8.3278°E  | Mappa | nuraghe monotorre |
| nuraghe Corona de Cane            | Sassari                 | 40.7734°N 8.41209°E  | Mappa | nuraghe monotorre |
| nuraghe Cugulasu                  | Sassari                 | 40.7922°N 8.41623°E  | Mappa | nuraghe monotorre |
| nuraghe di Gioscari               | Sassari                 | 40.69365°N 8.54337°E | Mappa | nuraghe monotorre |
| nuraghe Donna Ricca               | Sassari                 | 40.74005°N 8.31203°E | Mappa | nuraghe monotorre |
| nuraghe Ferro                     | Sassari                 | 40.79284°N 8.43475°E | Mappa | nuraghe monotorre |
| nuraghe Fruscittu                 | Sassari                 | 40.68004°N 8.39406°E | Mappa | nuraghe monotorre |
| nuraghe Frusciu                   | Sassari                 | 40.68179°N 8.38726°E | Mappa | nuraghe monotorre |
| nuraghe Funtanazza                | Sassari                 | 40.73141°N 8.31314°E | Mappa | nuraghe monotorre |
| nuraghe Giagamanna                | Sassari                 | 40.72638°N 8.52959°E | Mappa | nuraghe monotorre |
| nuraghe Giardino                  | Sassari                 | 40.77535°N 8.40656°E | Mappa | nuraghe monotorre |
| nuraghe Ipirida                   | Sassari                 | 40.67573°N 8.42657°E | Mappa | nuraghe monotorre |
| nuraghe Joanne Abbas              | Sassari                 | 40.72614°N 8.32139°E | Mappa | nuraghe monotorre |
| nuraghe La Marchesa               | Sassari                 | 40.7256°N 8.44243°E  | Mappa | nuraghe monotorre |
| nuraghe Lecari                    | Sassari                 | 40.78095°N 8.37948°E | Mappa | nuraghe monotorre |
| nuraghe Lu Castellazzu            | Sassari                 | 40.71857°N 8.45243°E | Mappa | nuraghe monotorre |
| nuraghe Maccia d'Agliastro        | Sassari                 | 40.70696°N 8.48266°E | Mappa | nuraghe monotorre |
| nuraghe Macciadosa                | Sassari                 | 40.74042°N 8.40325°E | Mappa | nuraghe monotorre |
| nuraghe Mandras                   | Sassari                 | 40.7754°N 8.36177°E  | Mappa | nuraghe monotorre |
| nuraghe Molafa                    | Sassari                 | 40.69993°N 8.52264°E | Mappa | nuraghe monotorre |
| nuraghe Monte Barcellona          | Sassari                 | 40.73139°N 8.62138°E | Mappa | nuraghe monotorre |
| nuraghe Monte Palmas              | Sassari                 | 40.68196°N 8.44913°E | Mappa | nuraghe monotorre |
| nuraghe Monte Pedrosu             | Sassari                 | 40.672°N 8.29714°E   | Mappa | nuraghe monotorre |
| nuraghe Monte Reposu              | Sassari                 | 40.7246°N 8.30117°E  | Mappa | nuraghe monotorre |
| nuraghe Nidu e Goivu              | Sassari                 | 40.72357°N 8.43836°E | Mappa | nuraghe monotorre |
| nuraghe Piandanna                 | Sassari                 | 40.6935°N 8.52193°E  | Mappa | nuraghe monotorre |
| nuraghe Punta Manna               | Sassari                 | 40.73466°N 8.3991°E  | Mappa | nuraghe monotorre |
| nuraghe Punta Ruja                | Sassari                 | 40.67458°N 8.4315°E  | Mappa | nuraghe monotorre |
| nuraghe Rumanedda                 | Sassari                 | 40.68468°N 8.36032°E | Mappa | nuraghe monotorre |
| nuraghe sa Bosa                   | Sassari                 | 40.74039°N 8.44214°E | Mappa | nuraghe monotorre |
| nuraghe Saba                      | Sassari                 | 40.73285°N 8.41568°E | Mappa | nuraghe monotorre |
| nuraghe Sant'Osanna               | Sassari                 | 40.80671°N 8.29545°E | Mappa | nuraghe monotorre |
| nuraghe Sueredu                   | Sassari                 | 40.72331°N 8.63627°E | Mappa | nuraghe monotorre |
| nuraghe Tanca di Monsignori       | Sassari                 | 40.71912°N 8.5283°E  | Mappa | nuraghe monotorre |
| nuraghe Tanca Santa Barbara       | Sassari                 | 40.74538°N 8.38183°E | Mappa | nuraghe monotorre |
| nuraghe Tidula San Quirico        | Sassari                 | 40.78361°N 8.39089°E | Mappa | nuraghe monotorre |
| nuraghe Tropuilde                 | Sassari                 | 40.71087°N 8.52207°E | Mappa | nuraghe monotorre |
| nuraghe Truncu Reale 'e Pireddu   | Sassari                 | 40.7573°N 8.46477°E  | Mappa | nuraghe monotorre |
| nuraghe Uccari                    | Sassari                 | 40.76793°N 8.37982°E | Mappa | nuraghe monotorre |
| nuraghe Valle Barca               | Sassari                 | 40.74876°N 8.61094°E | Mappa | nuraghe monotorre |
| nuraghe Zirulia                   | Sassari                 | 40.75803°N 8.38806°E | Mappa | nuraghe monotorre |
| nuraghe Zunchini                  | Sassari                 | 40.73132°N 8.4311°E  | Mappa | nuraghe monotorre |
| nuraghe Bagnu                     | Sedini                  | 40.85921°N 8.80008°E | Mappa | nuraghe monotorre |
| nuraghe Conca Niedda              | Sedini                  | 40.84292°N 8.80307°E | Mappa | nuraghe monotorre |
| nuraghe La Marmuradda             | Sedini                  | 40.83165°N 8.81471°E | Mappa | nuraghe monotorre |
| nuraghe Lu Saltu                  | Sedini                  | 40.85428°N 8.79937°E | Mappa | nuraghe monotorre |
| nuraghe Monti Longu               | Sedini                  | 40.89346°N 8.82015°E | Mappa | nuraghe monotorre |
| nuraghe Paulu Littu               | Sedini                  | 40.88841°N 8.81337°E | Mappa | nuraghe monotorre |
| nuraghe Pianu Iladu               | Sedini                  | 40.88472°N 8.81504°E | Mappa | nuraghe monotorre |
| nuraghe Pianu Iladu               | Sedini                  | 40.88561°N 8.82048°E | Mappa | nuraghe monotorre |
| nuraghe San Salvatore             | Sedini                  | 40.88855°N 8.83403°E | Mappa | nuraghe monotorre |
| nuraghe Tanca Noa                 | Sedini                  | 40.86329°N 8.79694°E | Mappa | nuraghe monotorre |
| nuraghe Tintizzi                  | Sedini                  | 40.88011°N 8.80339°E | Mappa | nuraghe monotorre |
| nuraghe Loschiri                  | Semestene               | 40.393°N 8.74283°E   | Mappa | nuraghe monotorre |
| nuraghe Muru                      | Semestene               | 40.3534°N 8.68614°E  | Mappa | nuraghe monotorre |
| nuraghe Badde Margherita          | Sennori                 | 40.80519°N 8.64029°E | Mappa | nuraghe monotorre |
| nuraghe San Biagio                | Sennori                 | 40.78286°N 8.58315°E | Mappa | nuraghe monotorre |
| nuraghe Morette                   | Siligo                  | 40.60598°N 8.7382°E  | Mappa | nuraghe monotorre |
| nuraghe Truviu                    | Siligo                  | 40.60283°N 8.69928°E | Mappa | nuraghe monotorre |
| nuraghe Tranesu                   | Siligo                  | 40.3613°N 8.4202°E   | Mappa | nuraghe monotorre |
| nuraghe Biancu                    | Sorso                   | 40.84393°N 8.62978°E | Mappa | nuraghe monotorre |
| nuraghe Corona Ruia               | Sorso                   | 40.86192°N 8.64988°E | Mappa | nuraghe monotorre |
| nuraghe Monte Cau                 | Sorso                   | 40.80518°N 8.59704°E | Mappa | nuraghe monotorre |
| nuraghe Monte Cau II              | Sorso                   | 40.80571°N 8.59592°E | Mappa | nuraghe monotorre |
| nuraghe Monte Coivo               | Sorso                   | 40.78154°N 8.55743°E | Mappa | nuraghe monotorre |
| nuraghe Silvosu                   | Sorso                   | 40.80069°N 8.56608°E | Mappa | nuraghe monotorre |
| nuraghe Cuili Ercole              | Stintino                | 40.84452°N 8.2308°E  | Mappa | nuraghe monotorre |
| nuraghe Unia                      | Stintino                | 40.86746°N 8.22826°E | Mappa | nuraghe monotorre |
| nuraghe Contrapiana               | Tempio Pausania         | 40.93703°N 9.11974°E | Mappa | nuraghe monotorre |
| nuraghe Naracheddu                | Tempio Pausania         | 40.9664°N 9.08719°E  | Mappa | nuraghe monotorre |
| nuraghe Nuracu di Poltu           | Tempio Pausania         | 40.9624°N 9.09043°E  | Mappa | nuraghe monotorre |
| nuraghe Cannas                    | Tergu                   | 40.85076°N 8.74076°E | Mappa | nuraghe monotorre |
| nuraghe li Sesini                 | Tergu                   | 40.85795°N 8.7352°E  | Mappa | nuraghe monotorre |
| nuraghe lu Colbu                  | Tergu                   | 40.86671°N 8.70671°E | Mappa | nuraghe monotorre |
| nuraghe Riu Riu                   | Tergu                   | 40.8612°N 8.70873°E  | Mappa | nuraghe monotorre |
| nuraghe Mamuga                    | Tissi                   | 40.63884°N 8.59201°E | Mappa | nuraghe monotorre |
| nuraghe Monte 'e Sant'Andria      | Tissi                   | 40.66944°N 8.55626°E | Mappa | nuraghe monotorre |
| nuraghe Monte 'e Tissi            | Tissi                   | 40.67891°N 8.57306°E | Mappa | nuraghe monotorre |
| nuraghe Banzalzas                 | Torralba                | 40.47998°N 8.78104°E | Mappa | nuraghe monotorre |
| nuraghe Culzu                     | Torralba                | 40.48961°N 8.78294°E | Mappa | nuraghe monotorre |
| nuraghe Longu                     | Torralba                | 40.4881°N 8.78412°E  | Mappa | nuraghe monotorre |
| nuraghe Murighente                | Torralba                | 40.49657°N 8.75831°E | Mappa | nuraghe monotorre |
| nuraghe Padru                     | Torralba                | 40.47603°N 8.80843°E | Mappa | nuraghe monotorre |
| nuraghe Porcu Inzu                | Torralba                | 40.48105°N 8.80819°E | Mappa | nuraghe monotorre |
| nuraghe Pumari                    | Torralba                | 40.49519°N 8.76637°E | Mappa | nuraghe monotorre |
| nuraghe Santu Giolzi              | Torralba                | 40.4983°N 8.76988°E  | Mappa | nuraghe monotorre |
| nuraghe Spirito Santo             | Torralba                | 40.5004°N 8.79129°E  | Mappa | nuraghe monotorre |
| nuraghe Montemesu                 | Uri                     | 40.61897°N 8.42413°E | Mappa | nuraghe monotorre |
| nuraghe sa Curdiola               | Uri                     | 40.611°N 8.44032°E   | Mappa | nuraghe monotorre |
| nuraghe Monte Franzischeddu       | Usini                   | 40.6373°N 8.58513°E  | Mappa | nuraghe monotorre |
| nuraghe di la Serra               | Valledoria              | 40.91186°N 8.8409°E  | Mappa | nuraghe monotorre |
| nuraghe Monte Juanni              | Valledoria              | 40.91279°N 8.84822°E | Mappa | nuraghe monotorre |
| nuraghe Giuncana                  | Viddalba                | 40.89638°N 8.9237°E  | Mappa | nuraghe monotorre |
| nuraghe Viddalba                  | Viddalba                | 40.92902°N 8.87817°E | Mappa | nuraghe monotorre |
| nuraghe Punta e su Crabile        | Villanova Monteleone    | 40.44477°N 8.41452°E | Mappa | nuraghe monotorre |